# 西尾愛治
西尾 愛治（にしお あいじ、1902年8月1日 - 1990年4月3日）は、日本の政治家。鳥取県知事。

## 経歴
鳥取市出身。九州帝国大学法文学部卒。鳥取県経済部開拓第一課長を経て、1947年の第1回鳥取知事選に立候補して初当選。当時は課長から知事への「三段跳び知事」と話題になった。
同年11月、鳥取県に昭和天皇の戦後巡幸があり、随行役を務めた。
1952年の鳥取大火の復興に力を尽くした。2期目の1953年に南米への大量移住を唱え、議会を反対を押し切って5ヶ月にわたる南米視察の外遊をめぐってリコール運動に発展し、任期途中で辞職。出直し知事選で3期目を目指したものの落選し、1963年の鳥取市長選にも出馬したがこちらも落選に終わっている。1972年、勲三等瑞宝章受章。